# Biserica reformată din Bădești

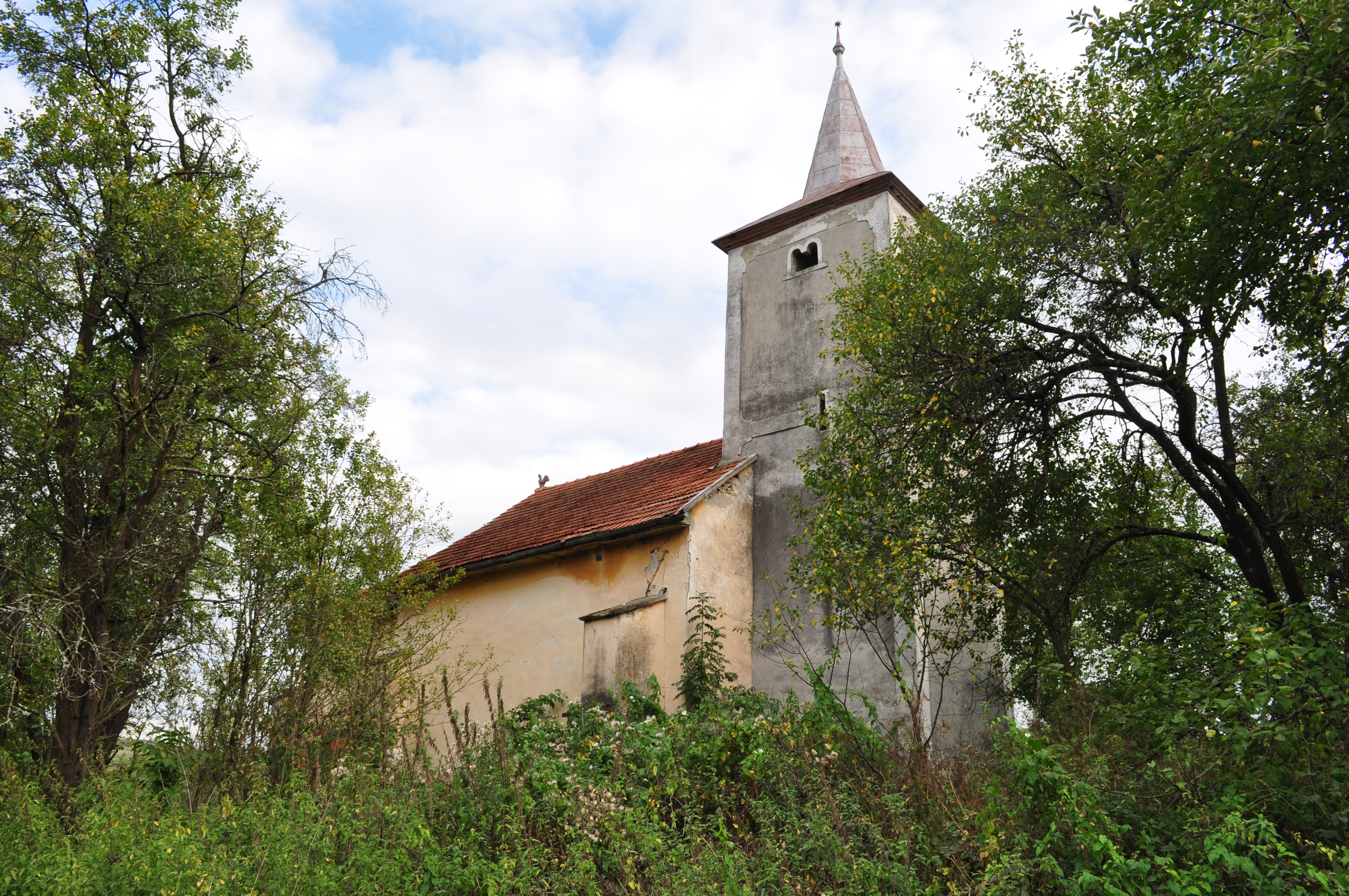
Biserica reformată din Bădești, comuna Vultureni, județul Cluj, foto: septembrie 2011.

Biserica reformată din Bădești, comuna Vultureni, județul Cluj, este un monument de arhitectură romanică din Transilvania, datat în secolul al XIII-lea. Biserica se află pe lista monumentelor istorice din județul Cluj sub codul LMI:  CJ-II-m-B-07523. 

## Localitatea
Bădești /bədesxtj/ (în maghiară Bádok) este un sat în comuna Vultureni din județul Cluj, Transilvania, România. Prima mențiune documentară este din anul 1206, cu denumirea Baduc.

## Istoric
Biserica datează din secolul al XIII-lea, inițial romano-catolică. Populația catolică medievală a fost reformată în timpul Reformei, împreună cu biserica. Sub tencuială au fost descoperite urme de picturi murale. În anul 1735 a fost parțial reconstruită.  În 1750, meșterul sas din Cluj, János Umling, a pictat noile bănci.

## Imagini

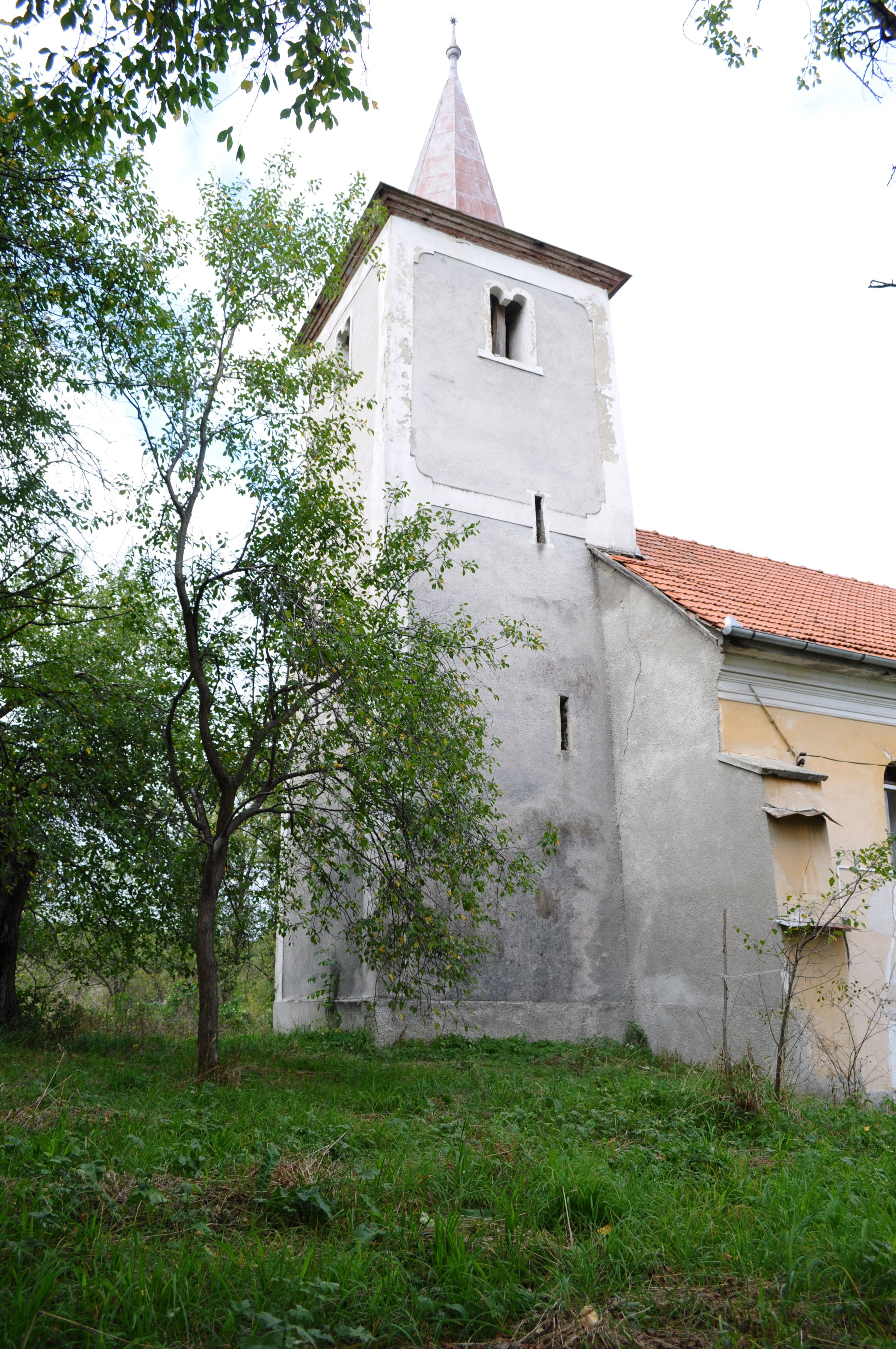
Biserica reformată din Bădești
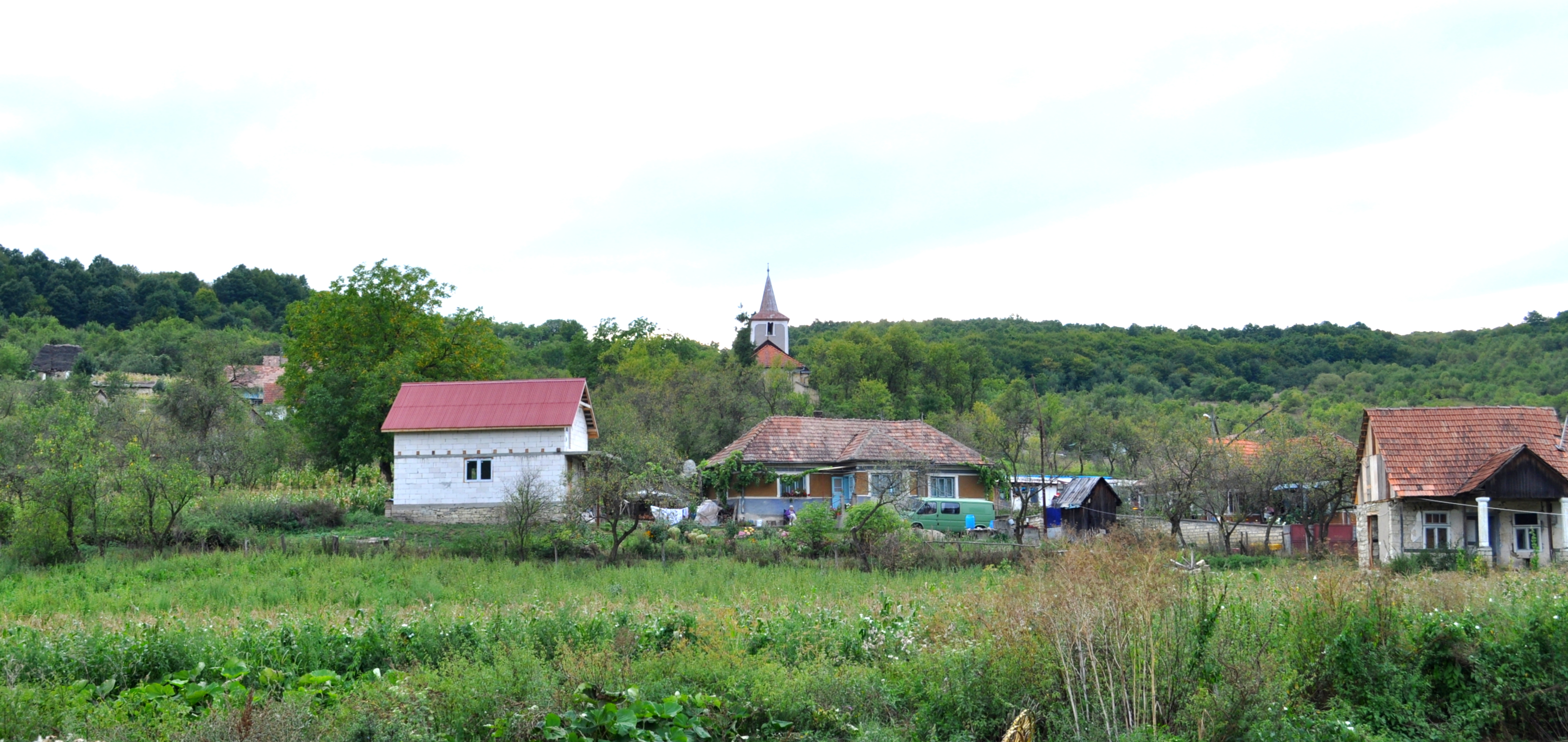
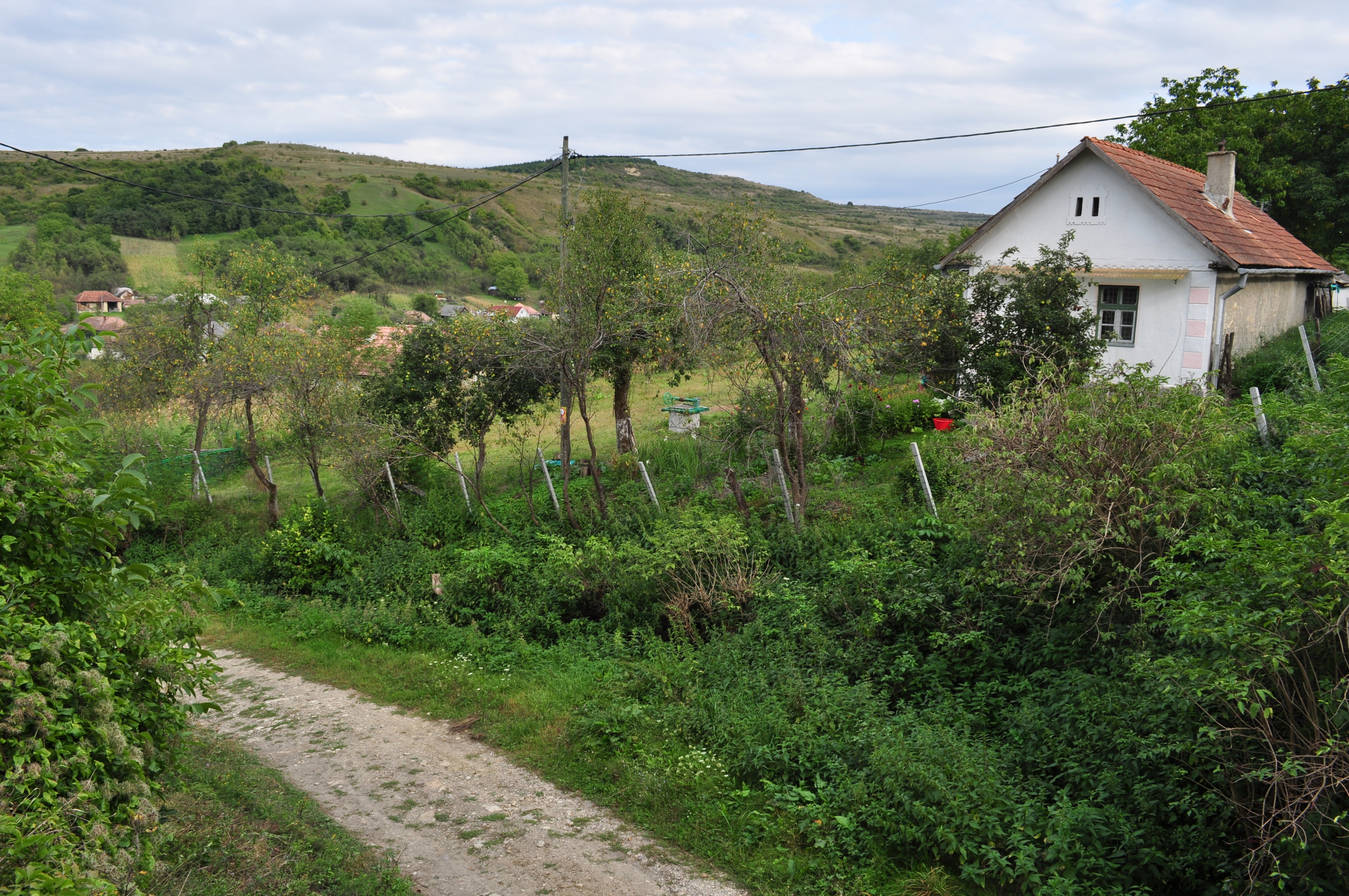
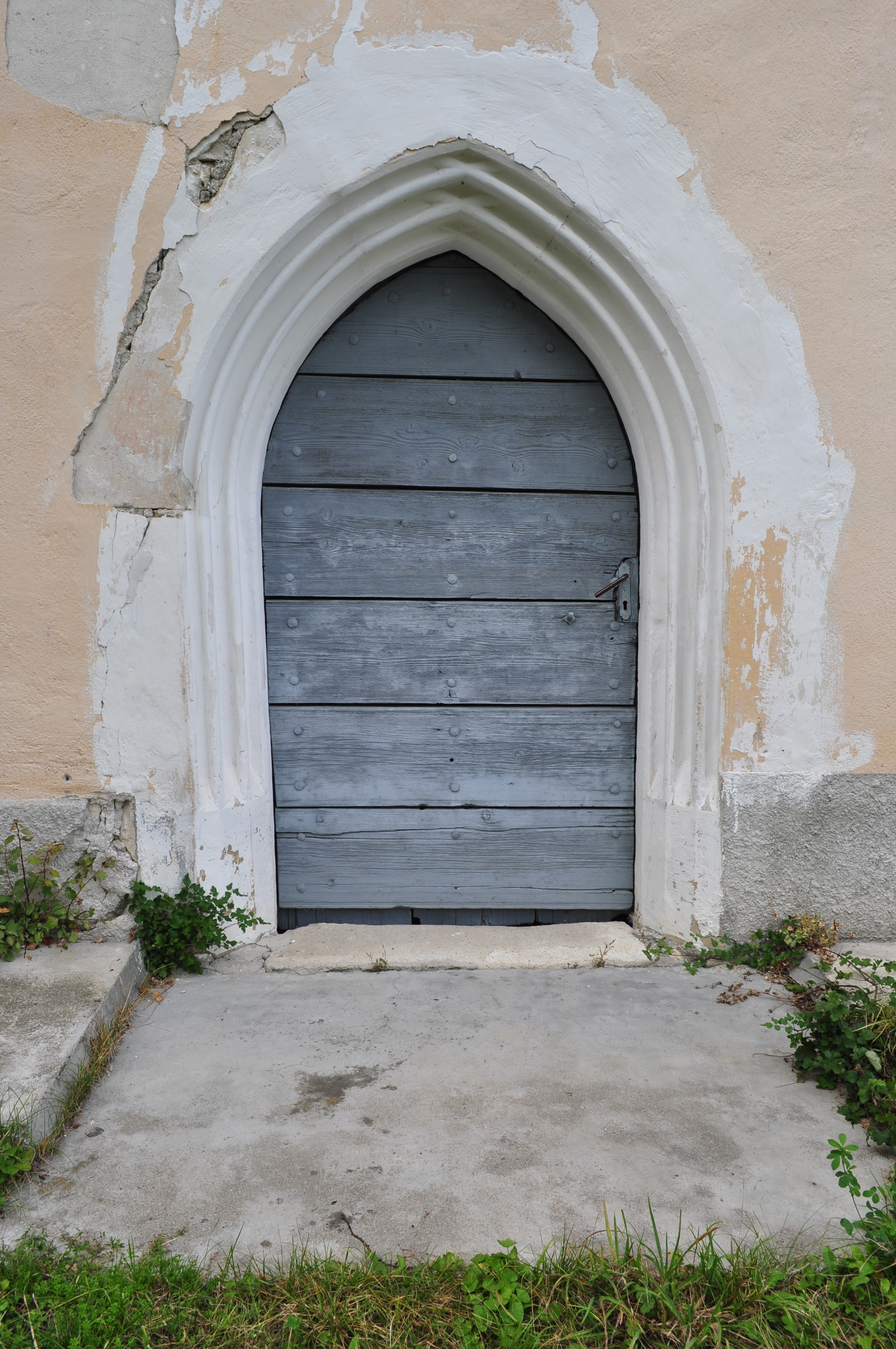
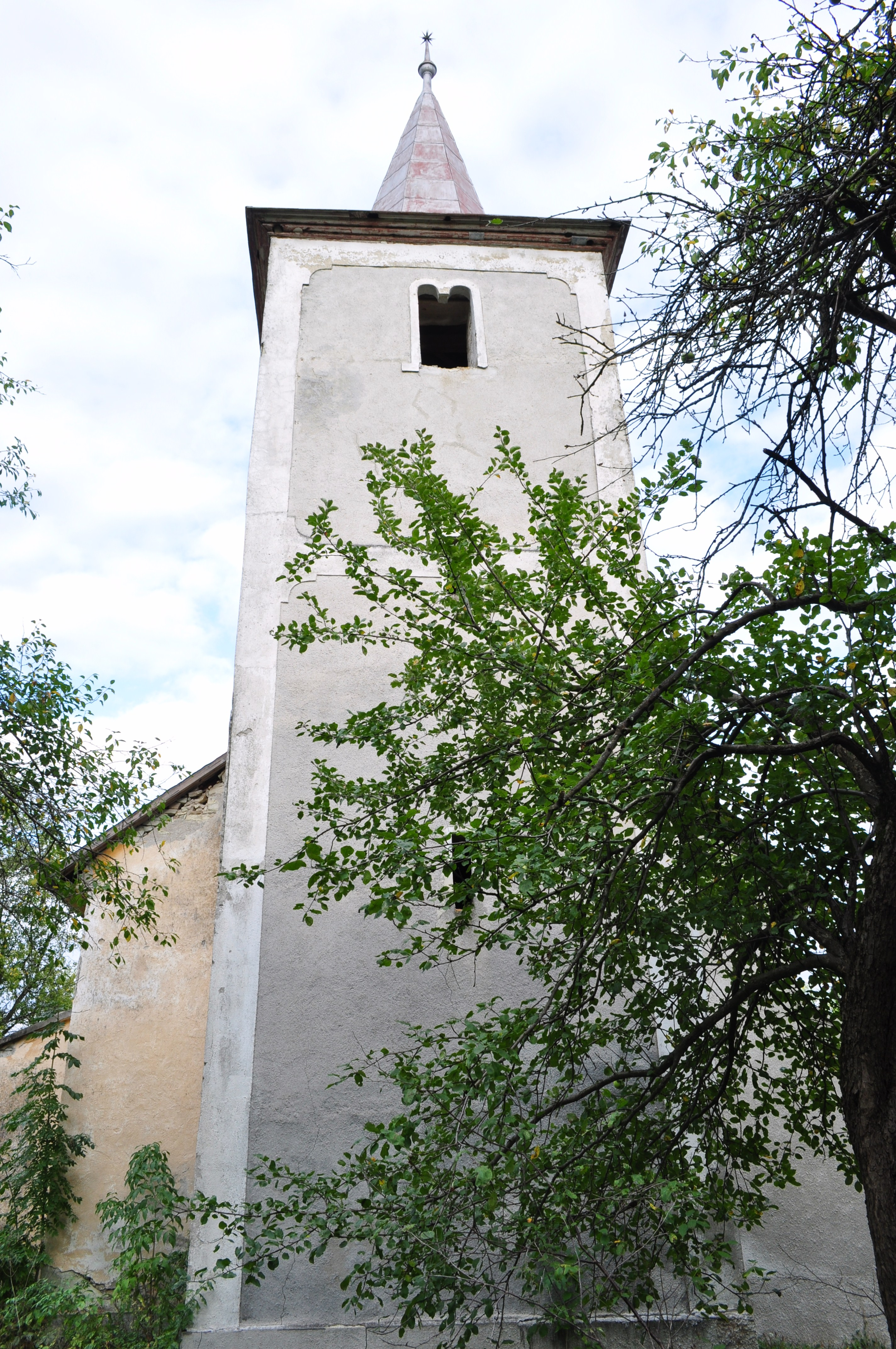
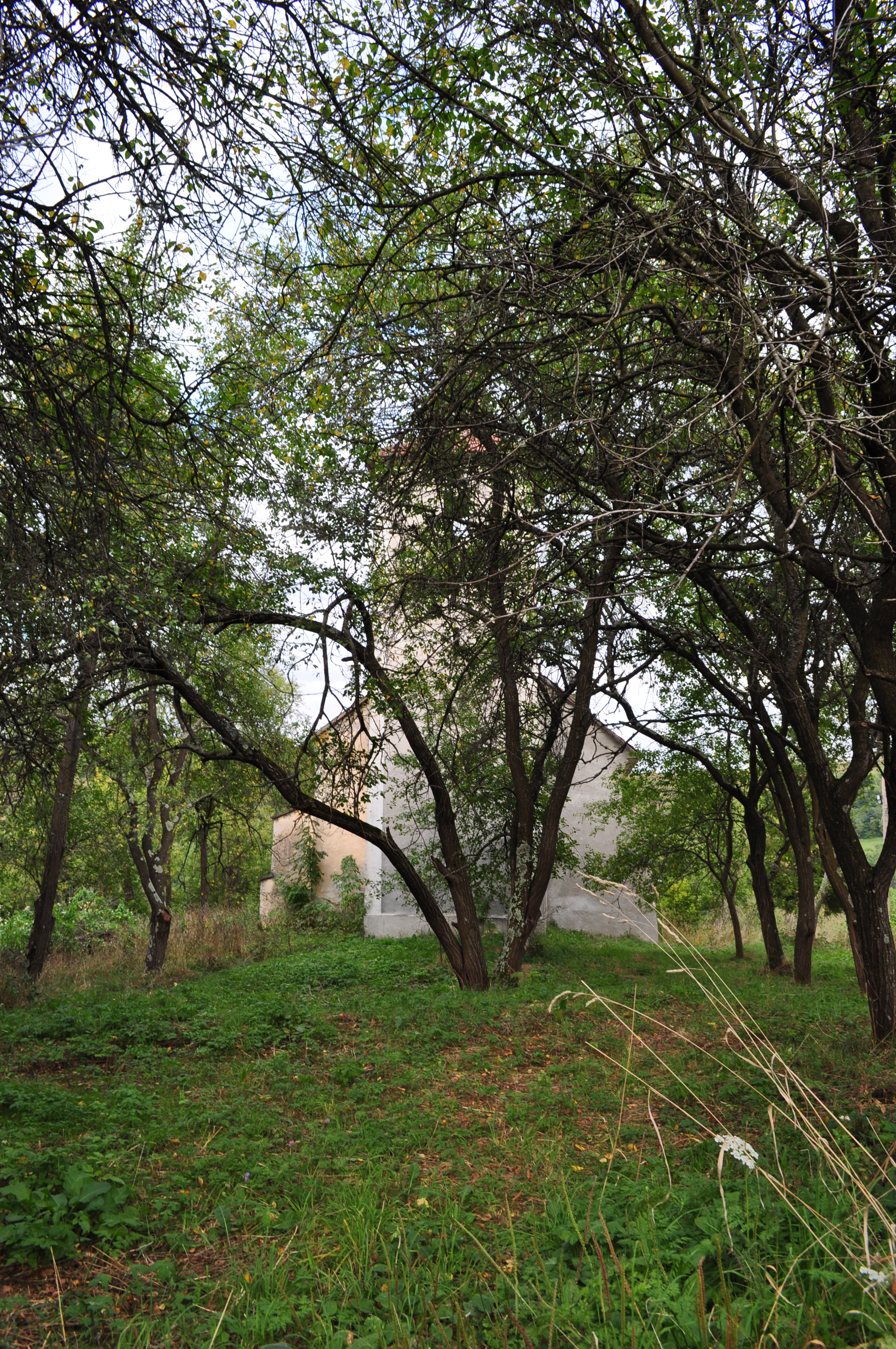
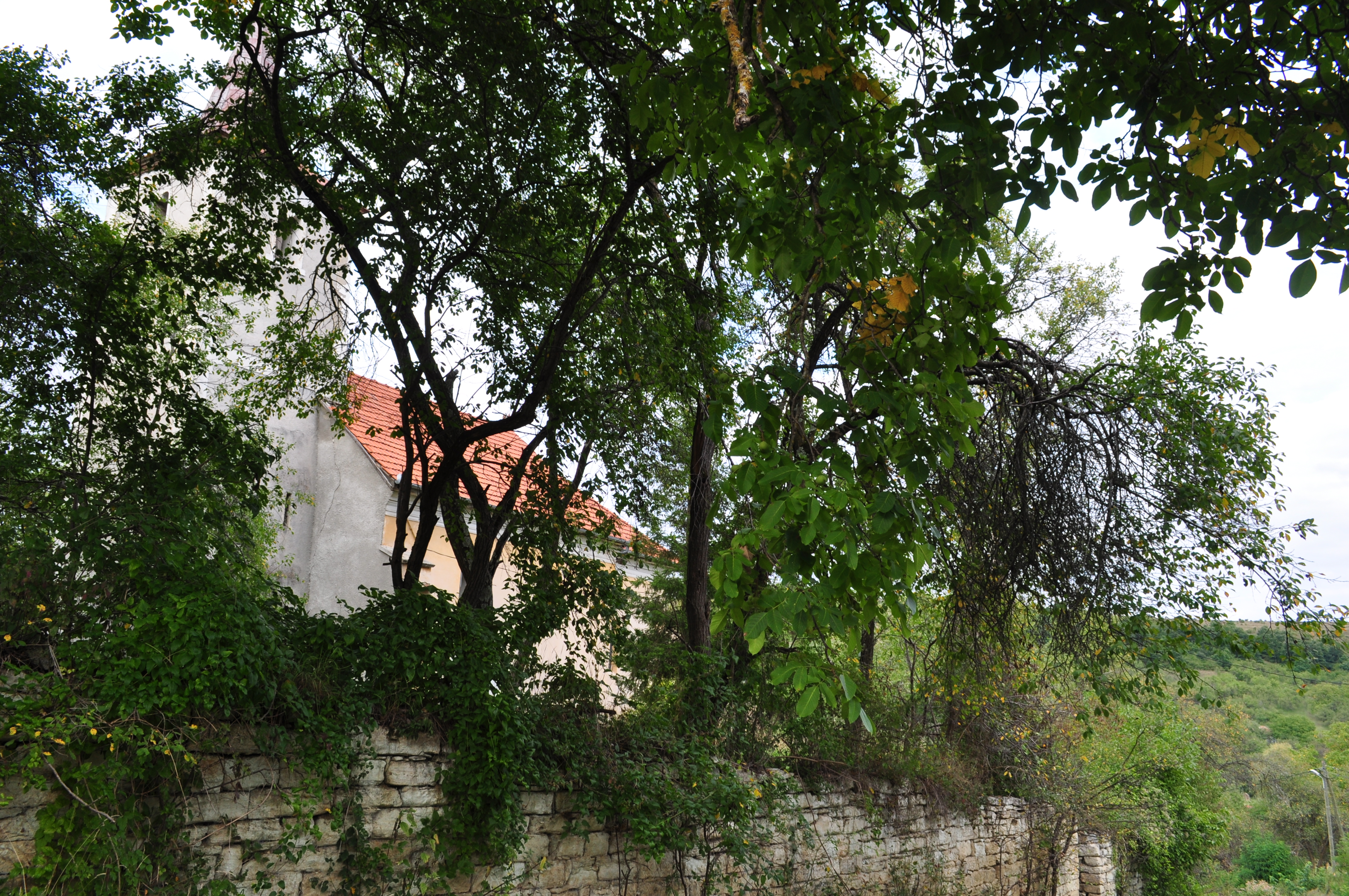
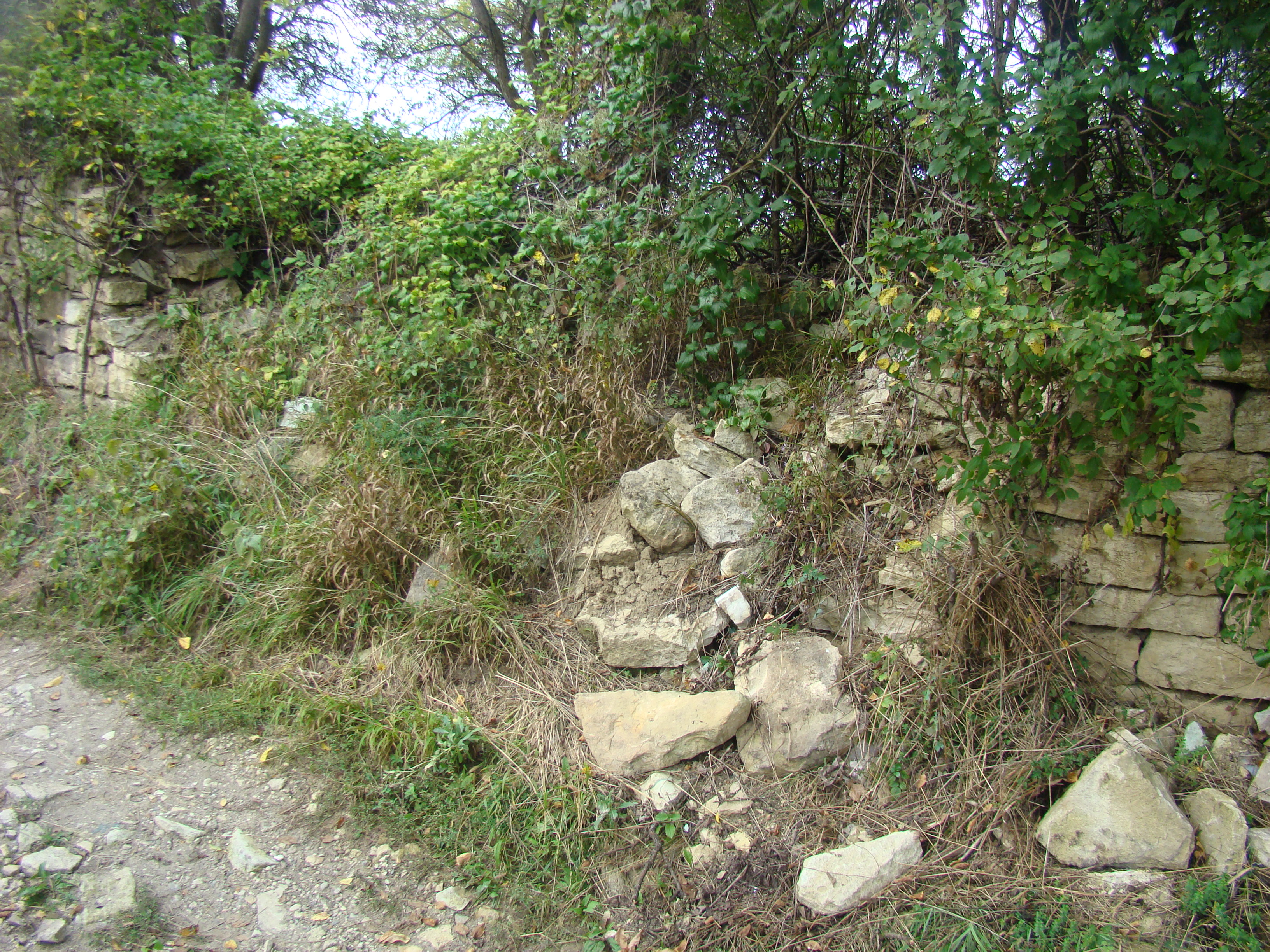